# Admiralitätsrat

Alfred Dietrich, Ende 19. Jahrhundert

Im Deutschen Kaiserreich bezeichnete Admiralitätsrat eine Kommission und einen Titel.

## Kommission
Die vom Kaiser einberufene Kommission bestand aus Seeoffizieren, Schiffsingenieuren, Maschinenbauingenieuren und Ministerialbeamten der Kaiserlichen Marine. Sie hatte beratende Funktion in schwierigen Fragen der Organisation oder der Technik und löste sich nach Erfüllung der Aufgabe wieder auf.

## Titel
Als Charakter entsprach Admiralitätsrat dem Regierungsrat. Höhere Stufen waren der Wirkliche Admiralitätsrat, der Geheime Admiralitätsrat und der Wirkliche Geheime Admiralitätsrat mit dem Titel Exzellenz.

## Träger des Titels
Bekannte Admiralitätsräte waren Tirpitz’ „Propagandachef“ Ernst Levy von Halle, der Seerechtler Ferdinand Perels, der Wasserbauer Georg Franzius, der Schiffbauer Alfred Dietrich, der Königsberger Reeder Robert Kleyenstüber, der Bankier Wilhelm Abegg und der spätere Ministerialdirektor Hermann Reuter.
Weitere Träger siehe: Kategorie:Admiralitätsrat